# Rosendo Alonso Tapia
Rosendo Alonso Tapia (3 de octubre de 1978) es un deportista español que compitió en taekwondo. Ganó tres medallas de bronce en el Campeonato Mundial de Taekwondo entre los años 1999 y 2005, y una medalla de oro en el Campeonato Europeo de Taekwondo de 2004.

## Palmarés internacional
| Campeonato Mundial | Campeonato Mundial                | Campeonato Mundial | Campeonato Mundial |
| Año                | Lugar                             | Medalla            | Categoría          |
| ------------------ | --------------------------------- | ------------------ | ------------------ |
| 1999               | Edmonton (Canadá)                 | Medalla de bronce  | –72 kg             |
| 2003               | Garmisch-Partenkirchen (Alemania) | Medalla de bronce  | –78 kg             |
| 2005               | Madrid (España)                   | Medalla de bronce  | –78 kg             |
| Campeonato Europeo |                                   |                    |                    |
| Año                | Lugar                             | Medalla            | Categoría          |
| 2004               | Lillehammer (Noruega)             | Medalla de oro     | –78 kg             |